# Феспесий
Феспе́сий или Теспе́сий  (др.-греч. Θεσπέσιος; IV век) — известный учитель риторики и грамматики. Феспесий был родом из  Кесарии Палестинской, преподавал в Афинах, где и умер. Иероним Стридонский в своей книге «О знаменитых мужах» сообщает о том, что будучи молодыми людьми, у Феспесия учились вместе Григорий Богослов и Евзоий Кесарийский.
Григорий Богослов написал эпитафию на смерть Феспесия:
Увы! Увы! Феспесий, и ты умер; завистливая смерть и тебя сокрыла в могилу! Но слава и умершего Феспесия не умрет; так обильно источал ты новородящиеся речи; и Аттика взывает: «Кто теперь поддержит славу моей мудрости?»